# 實業家 (短篇小說)
《實業家》是一部由愛倫·坡於1840年所著的短篇小說， 當時以Peter Pendulum之名發佈在Burton's Gentleman's Magazine 上。

## 故事簡介
主角指一個護士在他嬰兒時將他的頭撞向三角帽，使他熱愛於系統與規則，為他奠下了成為實業家的基礎。主角長大後從事了多份工作，包括推銷員、勒索者、乞丐及街頭賣藝者等，但到最後沒有一份工作能為主角帶來穩定的收入。